# Wael Sawan

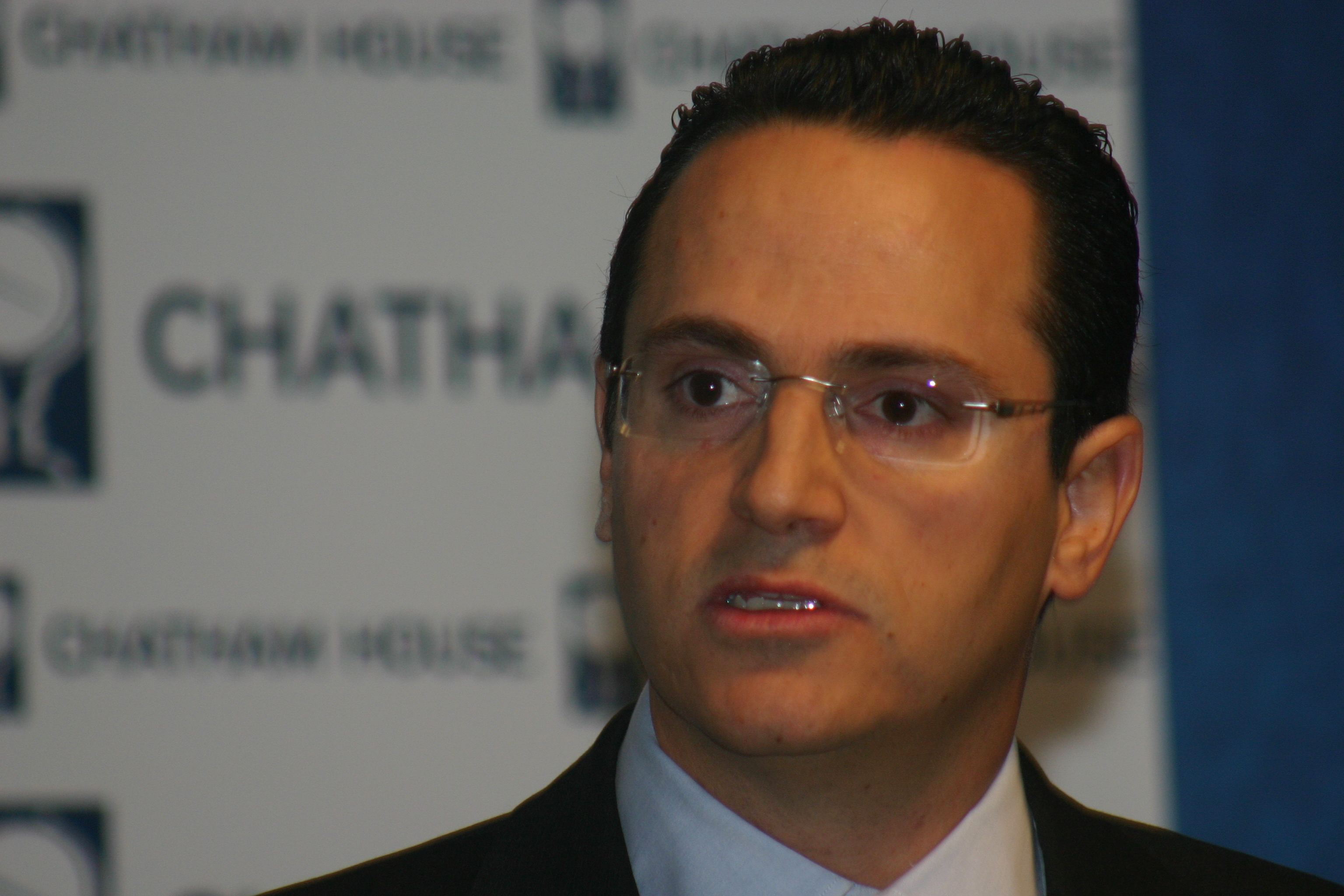
Wael Sawan, 2010

Wael Sawan (arabisch وائل صوان, DMG Wāʾil Ṣawān; * 1974 in Beirut) ist ein libanesisch-kanadischer Manager und seit Januar 2023 Chief Executive Officer (CEO) des Ölkonzerns Shell.

## Herkunft und Ausbildung
Sawan wurde 1974 in Beirut geboren. Er wuchs in Dubai auf und schloss einen Master in Chemieingenieurwesen der kanadischen McGill University ab. Während einer Pausierung seiner beruflichen Tätigkeit erlangte er einen Master of Business Administration (MBA) der Harvard Business School.
Er besitzt die libanesisch-kanadische Doppelstaatsbürgerschaft.

## Beruflicher Werdegang
Sawan kam 1997 als Ingenieur zu Petroleum Development Oman, das damals anteilig zu Shell gehörte. Mitte der 2000er-Jahre war er dessen Landeschef für Katar, wo er unter anderem die Planung und Frühphase des Projekts Pearl Gas-to-Liquids (GtL) beaufsichtigte. Nach einer Beförderung zum Chef der Abteilung für Gas und Erneuerbare Energien von Shell löste er Ben van Beurden am 1. Januar 2023 als CEO ab. Im Sommer 2023 verkündete er die Rücknahme des Vorhabens, die Ölproduktion bis 2030 schrittweise zurückfahren zu wollen.

## Privatleben
Sawan ist verheiratet und hat drei Söhne.